# Manfred Köhler (Landschaftsarchitekt)

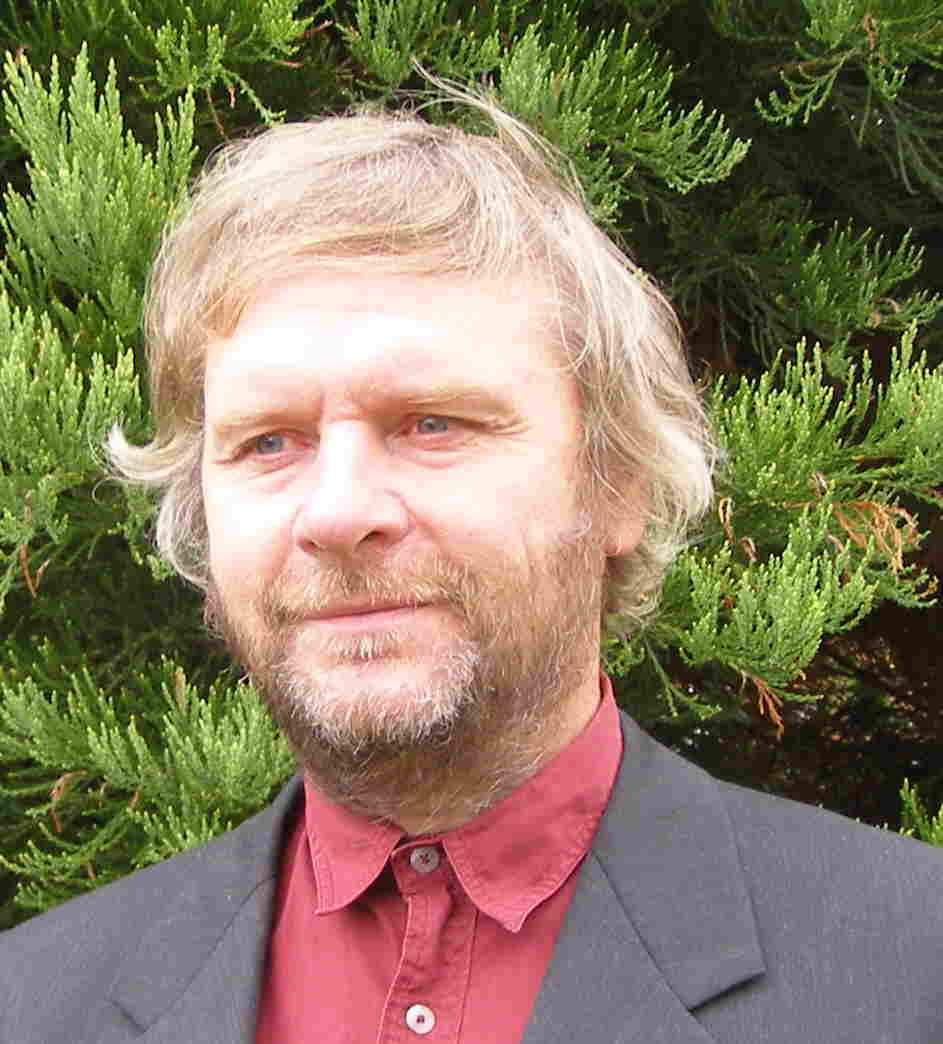
Manfred Köhler (2007)

Manfred Köhler (* 1955 in Wedel) ist ein deutscher Landschaftsarchitekt, Ökologe und Umweltplaner.

## Leben
Köhler absolvierte von 1976 bis 1980 ein Studium an der Technischen Universität Berlin am Fachbereich Landschaftsentwicklung und graduierte dort zum Diplom-Ingenieur für Landschaftsplanung. Im Anschluss arbeitete er freiberuflich an der TU Berlin in der Forschung und Lehre über stadtökologische Themen. 1987 folgte die Promotion zu ökologischen Funktionen von Fassadenbegrünungen. Nach einigen Jahren der Mitarbeit am Institut für Ökologie der Technischen Universität Berlin erfolgte zwischen 1990 und 1994 die geschäftsführende Tätigkeit an der Landschaftsökologischen Forschungsstelle in Bremen. Seit 1994 ist Manfred Köhler Professor an der Hochschule Neubrandenburg für das Lehrgebiet Landschaftsökologie.

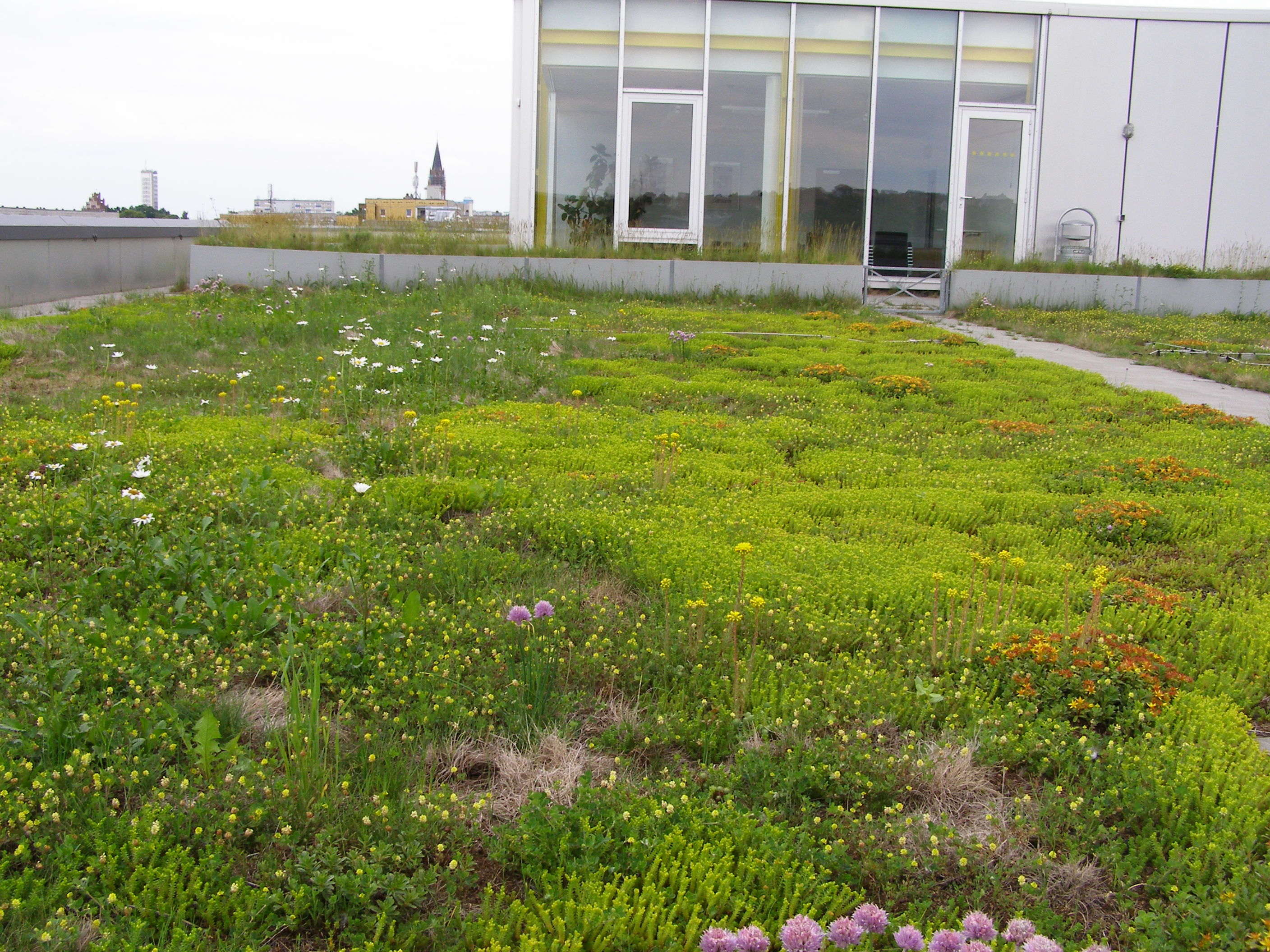
Eines der extensiv begrünten Untersuchungsdächer der Hochschule Neubrandenburg

Köhler befasst sich im Schwerpunkt mit Dachbegrünung, ökologischen Funktionen von Gründächern, Fassadenbegrünungen und  Golfplatzplanungen. Er führt seit 1984 Daueruntersuchungen zur Biodiversität und zur Quantifizierung ökologischer Effekte an Gebäudebegrünungen durch. Ebenso arbeitet er an Eingriffsregelungen am Beispiel der Hafenentwicklung in Bremen. Seit 1994 beschäftigt es sich planerisch auch mit Golfplätzen, vor allem unter dem Aspekt des umweltverträglichen Designs.
Im deutschen Bundesverband Gebäudengrün (BUGG) ist er zuständig für Auslandskontakte. Er vertritt den BUGG im World Green Infrastructure Network (WGIN), dem Zusammenschluss von etwa 25 nationalen Verbänden der Green infrastructure. Verbänden, die sich für Gebäudebegrünung, einsetzen. Dieser Begriff umfasst die Fassaden-, Dach- und Innenraumbegrünung, sowie verwandte Technologien, wie etwa der Regenwasserbewirtschaftung und der Photovoltaik. Seit 2008 ist Manfred Köhler zum Präsidenten dieser in Toronto registrierten Gesellschaft gewählt. Köhler ist ein häufig zu Themen der Grünen Infrastruktur gebuchter Referent.
Er ist Mitglied im Bund Deutscher Landschaftsarchitekten.
Köhler veröffentlichte mehr als 200 wissenschaftliche Texte, viele davon mit Bezug zur Dach-, Fassaden- und Innenraumbegrünung.

## Forschungsthemen (Auswahl)
- Das interdisziplinäre Forschungsprojekt „Konzepte Urbaner Regenwasser und Abwassersysteme“ (KURAS) wurde durch das BMBF gefördert. Die qualitativen und quantitativen Auswirkungen von begrünten Dächern war ein Forschungsthema, dem sich die Arbeitsgruppe der Hochschule Neubrandenburg widmete. Die Ergebnisse sind in Steckbriefen veröffentlicht.[3]
- Untersuchungen zu Wandgebundenen Begrünungssystemen, Forschungsvorhaben, 2011–2019, finanziert durch DBU, BBSR, Programm Zukunft Bauen.
- Im Auftrag der Berliner Senatsbauverwaltung ist am Beispiel des Physikgebäudes der Humboldt-Universität Berlin am Standort Berlin-Adlershof zwischen 2002 und 2010 die Wirkung der Regenwasserbewirtschaftung durch begrünte Fassaden untersucht worden. Ergebnisse sind in Broschüren der Senatsverwaltung für Stadtentwicklung abrufbar.[4]
- Zur Frage neuartiger Fassadenbegrünungen in Modulbauweise wird die langfristige Eignung unterschiedlicher Pflanzenarten bewertet.
- Der Arbeitsbereich „Quantifizierbare ökologische Effekte von Fassaden- und Dachbegrünungen“ wird von ihm seit 1980 durchgängig betreut. Es liegen Ergebnisse vor zu den Wärmedämmeigenschaften von Pflanzen an Gebäuden. Die Wirkung beruht im Wesentlichen auf dem im Substrat gespeichertem Wasser und der damit verbundenen Evapotranspirationsleistung. Auf diesem Wege kann ein effektiver Beitrag gegen den „Urban heat island“ Effekt (Wärmeinseleffekt) in Städten geleistet werden. Weiterhin wird die Biodiversität, also die Artenvielfalt auf unterschiedlich konstruierten Gründächern untersucht.

## Veröffentlichungen (Auswahl)
- M. Köhler, A. M. Clements: Green Roofs: Ecological Functions of the Fifth Facade. In: R. Meyers (Hrsg.): Encyclopedia of Sustainability Science and Technology. Springer, New York 2020. DOI:10.1007/978-1-4939-2493-6_207-3
- M. Köhler, D. Kaiser: Evidence of the Climate Mitigation Effect of Green Roofs – A 20-Year Weather Study on an Extensive Green Roof (EGR) in Northeast Germany. In: Buildings. Band 9, Nr. 7, 2019, S. 157. ISSN 2075-5309. mdpi.com doi:10.3390/buildings9070157
- K. Ksiazek-Mikenas, M. Köhler: Traits for stress-tolerance are associated with long-term plant survival on green roofs. In: Journal of Urban Ecology. Band 4, Nr. 1, 2018, S. 1–10. doi:10.1093/jue/juy016
- M. Köhler (Hrsg.): Handbuch Bauwerksbegrünung. R. Müller Verlag, Köln 2012, ISBN 978-3-481-02968-5.
- E. Oberndorfer, J. Lundholm, B. Brass, R. Coffmann, H. Doshi, N. Dunnett, S. Gaffin, M. Köhler, K. Liu, B. Rowe: Green Roofs as Urban Ecosystems: Ecological Structures, Functions, and Services. In: Bioscience. Band 57, Nr. 10, 2007, S. 823–833. (aibs.org)
- M. Köhler: Long Term Vegetation Research on Two Extensive Green Roofs in Berlin. In: Urban habitats. (Brooklyn Bot. Garden) Vol 4, Nr. 1, Dez 2006, S. 3–26.
- M. Köhler, M. Keeley: The Green Roof Tradition in Germany: The Example of Berlin. In: Leslie Hoffmann, W. Mc. Donough (Hrsg.): Ecological Design and Construction. Schiffer, Atglen, PA 2005, ISBN 0-7643-2189-7, S. 108–112.
- M. Köhler, M. Schmidt, F. W. Grimme, M. Laar, V. L. De Assuncao Paiva, S. Tavares: Green roofs in temperate Climates and in the hot-humid Tropics. In: Environmental and Health. Band 13, Nr. 4, 2002, S. 382–391. ISSN 0956-6163.
- M. Köhler (Hrsg.): Fassaden- und Dachbegrünung. Ulmer, Stuttgart 1993, ISBN 3-8001-5064-6.